# Рид, Памела
Памела Рид (англ. Pamela Reed; род. 2 апреля 1949, Такома, Вашингтон) — американская актриса.

## Жизнь и карьера
Памела Рид родилась и выросла в Такоме, штат Вашингтон. Закончила Вашингтонский университет со степенью бакалавра искусств. В 1979 году она выиграла премии «Драма Деск» и Obie за роль в пьесе Getting Out, после чего начала свою карьеру на экране. Её дебютом на большом экране стала роль в фильме 1980 года «Скачущие издалека», после чего она сыграла в картинах «Мелвин и Хауард», «Молодость, больница, любовь», «Парни что надо», Лучшие времена, «Племя пещерного медведя» и «Чаттахучи».
Наиболее успешные роли Рид были в комедийных фильмах «Детсадовский полицейский» с Арнольдом Шварценеггером и «Человек в кадиллаке» с Робином Уильямсом. С тех пор Рид в основном была заметна на телевидении, за исключением ролей второго плана в фильмах «Джуниор», «Мистер Бин» и «Доказательство жизни». На телевидении в первую очередь известна по роли в сериале «Иерихон», в котором снималась с 2006 по 2008 год.